# Гай Сульпіцій Гальба
Гай Сульпіцій Гальба (лат. Gaius Sulpicius Galba; 38 рік до н. е. — після 4 року н. е.) — політичний діяч Римської імперії, консул-суфект 5 року до н. е.

## Життєпис
Походив з патриціанського роду Сульпіціїв. Син Гая Сульпіція Гальби, претора (рік невідомий). У 5 році до н. е. став консулом-суфектом. Після цього обіймав посаду проконсула провінції Азії. Активно виступав у судах і мав велику популярність як красномовець.

## Родина
1. Муммія Ахаїка
Діти:
- Гай Сульпіцій Гальба, консул 22 року.
- Сервій Сульпіцій Гальба, імператор у 68—69 роках.

2. Лівія Оцелліна